# Resolució 2343 del Consell de Seguretat de les Nacions Unides
La Resolució 2343 del Consell de Seguretat de les Nacions Unides fou adoptada per unanimitat el 23 de febrer de 2017. El Consell va ampliar el mandat de l'Oficina de les Nacions Unides pel Suport a la Consolidació de la Pau a Guinea Bissau (UNIOGBIS) fins al 28 de febrer de 2018.

## Contingut
La crisi política entre el president de Guinea Bissau, el primer ministre de Guinea Bissau, el president del Parlament i els líders dels partits polítics continuava obstaculitzant noves reformes a Guinea Bissau. El 10 de setembre de 2016, es va arribar a un acord mitjançant la mediació de l'ECOWAS per sortir de la crisi. Era important que les Forces Armades de Guinea Bissau no hi interferissin.
El mandat d'UNIOGBIS es va ampliar fins al 28 de febrer de 2018. Les tasques de la missió van ser revisades després d'una revisió estratègica. El seu mandat consistia en ajudar el govern de Guinea Bissau amb el diàleg polític i la reconciliació, i assessorar sobre la reforma prevista de l'exèrcit, la policia i el poder judicial, la revisió de la constitució i la lluita contra el narcotràfic i la delinqüència organitzada. També hi va haver cooperació amb l'ECOMIB, l'operació de pau de l'ECOWAS a Guinea Bissau.